# GPS 블록 IIIA
GPS 블록 IIIA는 미국의 최신형 GPS 위성이다.

## 역사
GPS 블록 III의 첫번째 위성 10개를 GPS 블록 IIIA라고 한다. 록히드 마틴이 개발했다. 수명은 15년이며, 대당 5억 7,700만 달러(6,500 억원)이다.
2018년 12월 18일, 플로리다주 케이프커내버럴에서 스페이스X의 팰컨 9 로켓에 GPS 블록 IIIA의 첫 위성을 실어 지구 궤도로 쏘아 올린다.
우선적으로 군사용으로 가동되고, 민간용은 2022년에 가동될 계획이다.
현재 민간 GPS 수신기는 3~10ｍ의 오차 범위에서 위치 정보를 받고 있으나 앞으로는 그 범위가 1~3ｍ로 좁혀지게 된다. 지금보다 3배 정도 더 정확한 정보를 받는 것이다. 군사용은 이보다 약간 더 정확한 것으로 전해졌다.

## 일본
2018년 11월 1일, 일본은 QZSS 가동을 시작했다. 해상도 1 cm이다.